# Barry Palmer
Barry Palmer (* 1958) je britský zpěvák. Ve druhé polovině 70. let 20. století působil byl zpěvákem německé rockové skupiny Triumvirat, v první polovině 80. let působil jako vokalista Mika Oldfielda.

## Biografie
Palmerova hudební kariéra začala roku 1973, kdy nahrál své první dva singly. O rok později nazpíval pod pseudonymem Kenny píseň „The Bump“, která se dostala do evropských hitparád a Palmer za ni obdržel padesát liber, protože nebyl nikde oficiálně uveden jako její zpěvák. Zároveň s „The Bump“ nahrál také cover verzi písně „Maybe I'm Amazed“ od Paula McCartneyho. Tu později slyšel německý skladatel a pianista Jürgen Fritz, kterého zaujal Palmerův hlas. V roce 1975 ho tedy přizval do své skupiny Triumvirat, kde se Palmer stal hlavním zpěvákem a se kterou během následujících let vydal tři alba. Po opuštění Triumviratu se roku 1980 připojil ke skupině Satin Whale, se kterou nahrál album a zúčastnil se turné.
V roce 1983 oslovil Palmera britský multiinstrumentalista Mike Oldfield, který slyšel jedno z alb Triumviratu. Nabídl mu účast na svém turné k právě vydanému albu Crises. Palmer ale pracoval na své sólové desce, takže odmítl. Na konci téhož roku se však Oldfield ozval znovu; Palmer se spoluprací souhlasil a nazpíval pro něj singl „Crime of Passion“. V roce 1984 byl jedním ze dvou hlavních zpěváků na Oldfieldově albu Discovery. V roce 1985 se podílel ještě na Oldfieldově singlu „Pictures in the Dark“. Původní verzi nazpíval sám, definitivní varianta byla přezpívána Anitou Hegerland. Palmer se následně neobjevil ani ve videoklipu k tomuto singlu a na jeho hlas ve sborech předstírá zpěv sám Oldfield.
Ve druhé polovině osmdesátých let se Palmer zaměřil na sólovou kariéru. Vydal několik singlů, z nichž menší úspěch slavila pouze píseň „God Bless the Children“, která byla vybrána, aby ji během tehdejšího ročníku soutěže Miss World zazpívaly všechny její účastnice. Po odmlce vydal v roce 2000 singl „Dear John“/„Ghost of a Love“, kde první skladba je poctou Johnu Lennonovi. V roce 2012 vydal své druhé sólové album Night Thoughts a singl „Innocent“. Na tvorbě písní pro tuto desku se podílel i jeho blízký přítel Dave Duncan.

## Diskografie

### Sólová alba
- Without An Aim (1984)
- Night Thoughts (2012)

### Spolupráce
- Triumvirat: Old Loves Die Hard (1976)
- Triumvirat: Pompeii (1977)
- Triumvirat: A La Carte (1978)
- Satin Whale: Don’t Stop the Show (1980)
- Mike Oldfield: Discovery (1984)

### Singly
- Barry Joe Palmer: „Always“ (1973)
- Barry Joe Palmer: „Getaway“ (1973)
- Kenny: „The Bump“ (1974)
- DC Palmer: „Maybe I'm Amazed“ (1974)
- Triumvirat: „Take a Break Today“/„The Capitol Of Power“ (1975)
- Triumvirat: „The Hymn“ (1977)
- Triumvirat: „Waterfall“ (1978)
- Triumvirat: „Darlin'“ (1978)
- Gaensehaut: „Mr America“ (1980)
- Satin Whale: „Don’t Stop the Show“/„Girl“ (1980)
- Barry Palmer: „She's Leaving Home“ (1983)
- Barry Palmer: „When One Door Closes“ (1984)
- Mike Oldfield: „Crime of Passion“ (1984)
- Mike Oldfield: „Tricks of the Light“ (1984)
- Mike Oldfield: „Pictures in the Dark“ (1985)
- Cover Up: „Love the One You Live“/„Feel the Fire“ (1985)
- Barry Palmer: „Doo Wah Diddy Diddy“/„Spirit of America“ (1986)
- Barry Palmer: „Shimmering Gold“/„Unknown Singer“ (1987)
- Barry Palmer: „House of the Rising Sun“ (1987)
- Barry Palmer: „God Bless The Children“/„Somebody Sing My Song“ (1987)
- Barry Palmer: „Dear John“/„Ghost of a Love“ (2000)
- Barry Palmer: „Innocent“ (2012)